# Kalmanczai Domokos
Kalmanczai Domokos (15. század) székesfehérvári prépost 1474-től 1495-ig.

## Élete
Mint legtöbb társa, a tudomány és művészet lelkes barátja volt. Dús könyvtárából négy könyvet ismerünk; egyik Lambachban van; a másik a Lichtenstein hercegek könyvtárában Bécsben; a harmadik szép miniatur-festményekkel a zágrábi főegyház kincstárában; a negyedik, melyet Rómer Flóris ismertetett, egy missale a zágrábi érseki könyvtárban, melynek előtáblájára van írva: 1518 Missale Kalendiny Bte Marie virginis resignatum per Executorem quondam Reverendi domini Georgy de Thopwska ipsis dominis preben (datis) E(cclesie) Z(agrabiensis). A kézirat végén pedig ezt olvassuk: Explicit presens Missalle (sic) per manus Mathei presbiteri de Miletincz plebanique sancti pauli in Othnya Anno domini MilIesimo quadringentesimo Nonagesimo quinto. A fődíszlapon festett címer van, melyet Rómer a Kalmanczai címerének tart.